# Androdiplosis coccidivora
Androdiplosis coccidivora är en tvåvingeart som beskrevs av Ephraim Porter Felt 1915. Androdiplosis coccidivora ingår i släktet Androdiplosis och familjen gallmyggor.
Artens utbredningsområde är Sri Lanka. Inga underarter finns listade i Catalogue of Life.